# سیمپوه آیر
سیمپوه آیر (نام علمی: Dillenia suffruticosa) (به انگلیسی: Simpoh Ayer) نام یکی از گونه‌های گیاهان گلدار است. این گیاه یک درختچه همیشه‌سبز به ارتفاع تقریبی ۶ متر است و در جنوب شرقی آسیا می‌روید.
سیمپوه آیر گل ملی کشور برونئی است.